# Kartoffelsalat 3 – Das Musical
Kartoffelsalat 3 – Das Musical ist eine deutsche Filmkomödie aus dem Jahr 2020. Es handelt sich um die Fortsetzung des 2015 erschienenen Filmes Kartoffelsalat – Nicht fragen! Regie führte wie im Vorgänger Michael David Pate, der gemeinsam mit Torge Oelrich auch das Drehbuch schrieb. Kinopremiere war am 25. Januar 2020 in Heide. Oelrich nannte den Film den dritten Teil, da er keinen zweiten Teil produzieren wollte. Zweite Teile seien häufig schlecht.

## Handlung
In Wesselburen sind zwei Schulen harte Rivalen: Während das konkurrierende Elite-Gymnasium auf Erfolg um jeden Preis setzt, ist die Leo-Weiß-Schule eher durcheinander und lebenslustig. Doch eine der beiden Einrichtungen soll Ende des Schuljahres schließen. Nun heißt es, die eigene Beliebtheit mit mehr Schüler-Neuanmeldungen als bei den anderen unter Beweis zu stellen. Die Lösung dafür: Die Zombie-Episode vom letzten Mal soll als Musical auf die Bühne gebracht werden. Doch die Proben werden sabotiert.

## Kritiken
Im Gegensatz zu seinem Vorgänger erhielt Kartoffelsalat 3 – Das Musical überwiegend mittelmäßige bis positive Rezensionen. Besonders oft gelobt wurden die Gesangsleistungen sowie das Spiel von Lea Mirzanli und Marta Shkop.
Da der Vorgänger überwiegend schlecht bewertet wurde, startete Oelrich einen Aufruf, diesen Teil so gut wie möglich zu bewerten, um auf der Filmplattform IMDb dieses Mal unter den besten Filmen zu stehen.